# 真知子老師
《真知子老师》（日语：まいっちんぐマチコ先生），或譯《讨厌啦真知子老师》，是由日本漫畫家海老原武司所創作的漫畫作品，於1980年至1982年間連載。後被改編為電視動畫，由Studio Pierrot製作，最初於1981年10月8日至1983年10月6日在東京電視台播出，共95集。其後又被改編為真人電視劇及舞台劇。

## 簡介
私立新麻学园的新老師─23歲的麻衣真知子（麻衣マチコ）是一位美丽且活力十足的老师，非常受到學生們的歡迎，而她也总是受到以池上健太為首的學生們的性骚扰及惡作劇。儘管如此她卻很少為此生氣，通常以一句「まいっちんぐ!」（接近討厭啦、我放棄之意）作結，這句話也成為她的代表台詞。作品即圍繞著真知子老師與學生、教職員之間的互動與趣事。
动画版曾因为过激的描写（包括胸部、內褲裸露）受到了部分份家长和相關團體抗议。

## 外部連結
- まいっちんぐマチコ先生・えびはら武司 公式サイト （页面存档备份，存于）（漫畫官方網站）